# 菲克斯堡

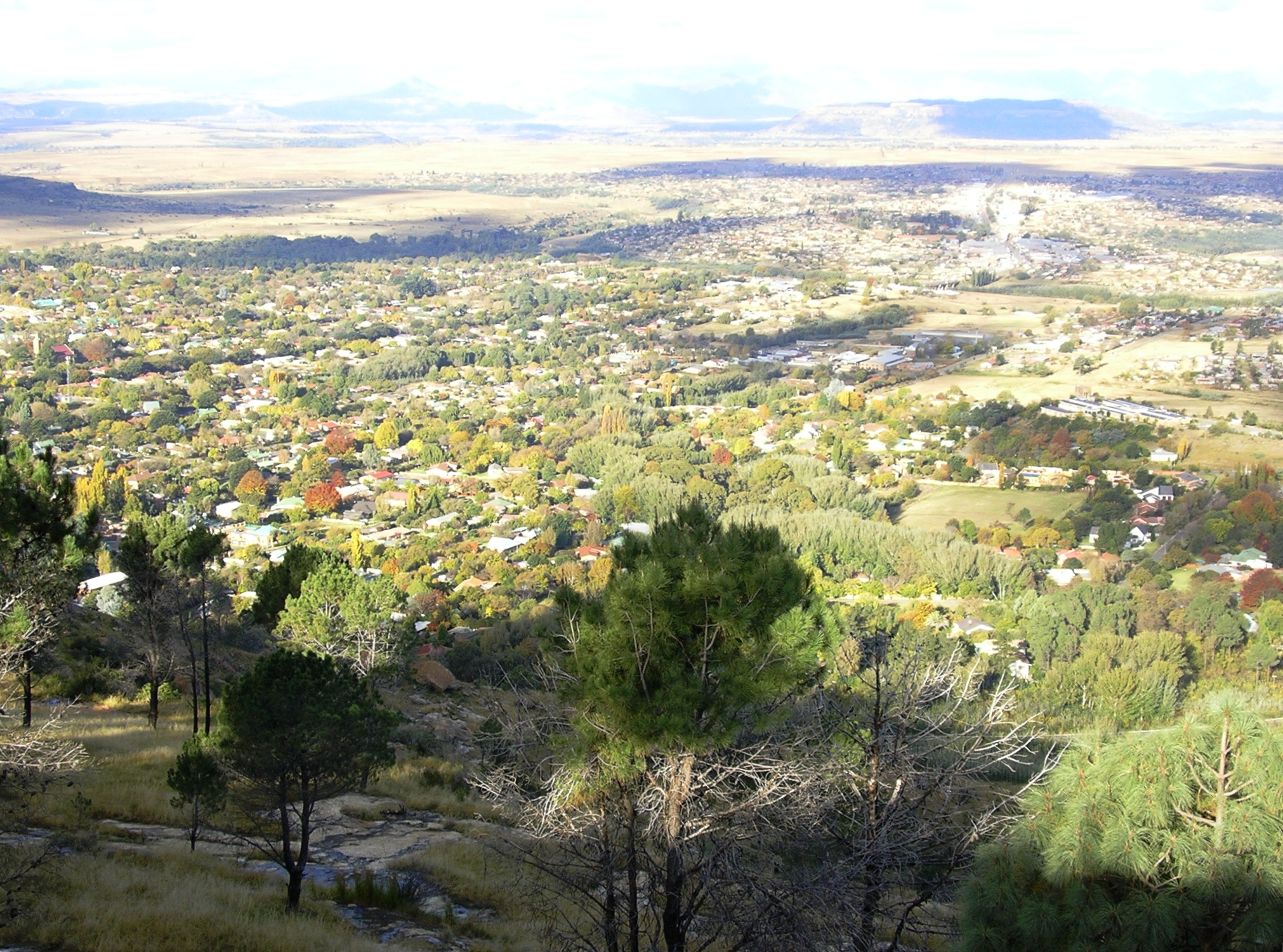
菲克斯堡

菲克斯堡（Ficksburg）是南非的城鎮，位於該國東北部，由自由邦省負責管轄，始建於1891年，面積21.63平方公里，海拔高度1,613米，2001年人口8,307，人口密度每平方公里380人。

## 外部連結
- Ficksburg
- Map of Ficksburg showing landmarks[]
- Setsoto Municipality
- Ficksburg Tourism （页面存档备份，存于）